# Roemelië

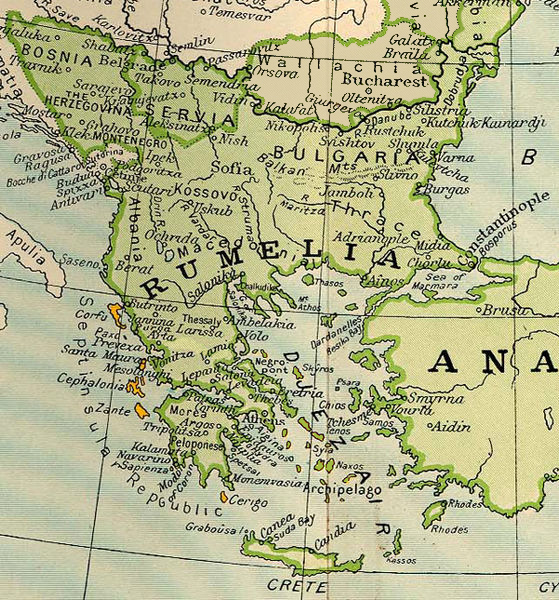
Kaart van Roemelië in 1801

Roemelië (Turks: Rumeli) is de naam die door de Osmaanse Turken aan het Europese deel van hun rijk werd gegeven. Het Aziatische deel werd Anadolu (Anatolië) genoemd, en beide helften werden bestuurd door een onderkoning (beylerbey). Dit gebeurde voor het eerst onder sultan Murat I (1359-1389).
De naam komt van het Griekse Ρωμαίοι (Romeï), wat Romeinen betekent. Roemelië kan dus vertaald worden als "land van de Romeinen". Dezelfde betekenis heeft de landnaam Roemenië, die echter niet van Griekse, maar van Latijnse oorsprong is.
Verwarrend genoeg rekenden de Turken de provincies Hongarije en Morea niet tot Roemelië. Roemelië omvatte zodoende de oude Romeinse provincies Thracië (inclusief Constantinopel) en Macedonië (met Thessaloniki). Ook behoorde een provincie bestaande uit Centraal-Albanië en westelijk Macedonië onder Roemelië.
Bij de administratieve hervormingen tussen 1870 en 1875 hield Roemelië op te bestaan als politieke eenheid. Bij het congres van Berlijn (1878) werd Oost-Roemelië een autonome provincie, die op 6 september 1885 bij het (zelfstandige) Bulgarije werd gevoegd.
Roemelië wordt soms nog gebruikt om het Europese deel van Turkije mee aan te duiden (de provincies Edirne, Kırklareli, Tekirdağ en Istanbul). Vaker komt de aanduiding Turks-Thracië voor (Turks: Trakya).